# ドラえもん のび太と3つの精霊石
『ドラえもん のび太と3つの精霊石』（ドラえもん のびたとみっつのせいれいせき）は、1997年3月21日にエポック社が発売したNINTENDO 64（以下、N64）用ソフト。ジャンルはアクションゲーム。テレビアニメ『ドラえもん』を題材にしたN64用ソフトの第1弾であり、エポック社のN64参入第1弾ソフトである。

## 物語
人間界と次元の壁を隔てた世界「妖精界」。ある日、この地で長きに渡り精霊石によって封印されていた魔王が復活し、妖精界の3界のうち早くも大地界と海洋界が魔王の手におちてしまう。魔王は残った天空界の王に対し「人間界にいるドラえもんという者のポケットを奪ってこい」と要求。それを聞いた天空界の姫、コロナはドラえもんのポケットを使って再び魔王を封印しようと考え、人間界へ向かう。
その頃、ドラえもんたちはいつもの空き地で暇つぶしをするための討論を行っていた。あわやジャイアンの独断でジャイアンリサイタルに決定しようとしたそのとき、突然現れたコロナから助けを請われる。助けに行くことに全員が賛成し、妖精界へ向かおうとした刹那、魔王の手下がドラえもんの四次元ポケットを奪う。急いで手下を追うコロナを見て、のび太たちはドラえもんのポケットを奪還し、妖精界の危機を救うことを決心する。

## 登場人物
ドラえもん
声 - 大山のぶ代
使用武器は「空気砲」。標準的な能力。
野比 のび太（のび のびた）
声 - 小原乃梨子
使用武器は「衝撃波ピストル」。連射攻撃ができる。
源 静香（みなもと しずか）
声 - 野村道子
使用武器は「こけおどし手投げ弾」。ジャンプ力が高い。
骨川 スネ夫（ほねかわ すねお）
声 - 肝付兼太
使用武器は「チャンピオングローブ」。移動スピードが速く、攻撃力も高い。
剛田 武（ごうだ たけし） / ジャイアン
声 - たてかべ和也
使用武器は「ジーンマイク」。ダメージが少ない。攻撃範囲は狭いものの周囲に攻撃できるので、四方から敵が近づいているときに有効。
妖精界からやって来たドラえもんたちは何故か魔王の呪いを受けていないためで本体を保っている。また、各々の使用可能武器は一種のみ。それぞれの武器を手に入れるまでは踏み付けでしか敵を倒せない。中には入手に時間がかかる物がある。また、ドラえもんとのび太以外の武器は攻撃範囲が狭い。

### ゲームオリジナルキャラクター
コロナ
声 - 不明
妖精界の3界のうちの1つ、「天空界」の姫である活発な少女。少々お転婆で向こう見ずな面がある。魔王の呪いにより妖精の姿になるが、その状態でものび太たちの行く道を指し示す。ゲームをクリアするとプレイヤーキャラクターとして使用できるようになる。しずか同様ジャンプ力が高く、武器の光の玉はのび太と同様に連射が可能で敵を追尾する機能がある。また走る速さもスネ夫と同等である。
大地界・海洋界・天空界の王
魔王に妖精界を支配された際、それぞれ魔王の部下によって監禁されてしまった。石化させられた上で透明な直方体型の結界の中に閉じ込められた状態で、それぞれ魔王の部下がいるステージの序盤に監禁されている。
大地界の王はミノタウロスを倒すと、海洋界の王はビッグ・サンタを倒すと、天空界の王はケンタウロスを倒すと、それぞれ復活する。対応する精霊石のかけらを全て集めている場合、復活後に精霊石を元通りにしてくれる（まだ全て集めていない場合は、全て集めてからまた来ると元通りにしてくれる）。
天空界の王はコロナの父親でもある。
魔王
長きに渡り精霊石によって封印されていた。邪悪でずる賢い存在。妖精界を支配した暁には人間界に進出しようと企んでいる。しかし精霊石を破壊する際に魔力を酷使したため、部下のミノタウロス、ビッグ・サンタ、ケンタウロスに3界を占領させて、自らは完全復活するそのときまで身を潜めている。
ミノタウロス
大地界を占領し、大地界の王を監禁した魔王の部下。斧の衝撃波で攻撃してくるが、のび太たちの武器は一切通用しない防御力を持つ。角が自慢だが小石が当たっただけでとても痛がるという弱点でもある。
ビッグ・サンタ
海洋界を占領し、海洋界の王を監禁した魔王の部下。吹雪と雪だるまを生み出すことで攻撃する。
ケンタウロス
天空界を占領し、天空界の王を監禁した魔王の部下。突進攻撃が得意。常に敬語で話しておりのび太たち子供を倒すことは趣味ではないと語る。

## ステージ
ステージは大きく3つに分け大地界、海洋界、天空界が存在しそれぞれ4つのコースがある。各コースに向かうには特定のひみつ道具を見つけないと入れず各コース合わせて32個のひみつ道具が散らばっている（内14個が各エリアに進むために必要）。ひみつ道具の中には操作キャラクターの武器も含まれており、それらを入手出来れば踏み付け以外の攻撃手段を獲得できる。また、妖精に話しかけるとヒントをもらえたりひみつ道具を返してくれることもある。コース内の中ボスを倒すか一定の条件をクリアすることで入手・出現する精霊石のかけらを取得すればステージクリア。魔王の部下が待ち受けているコースではコース内の何処かに隠されている鍵を見つけないと部下の待つ部屋に入れない。尚、2回目以降中ボスや魔王の部下を倒すと「ミニドラえもん」が手に入る（残機が1増える）。以下は各ステージの詳細を紹介する。

### 大地界
のんびり野原
ウッディおじさんの上にある「どこでもドア」を手に入れると入れる。基本動作を覚えるステージでもあるため難易度は低め。途中でいるコウモリはプレイヤーを空中の足場から落とそうとする場合があるが踏みつければ倒せる。ドラえもんの武器「空気砲」が手に入る。中ボスである大きな狸の「ポン太」を倒せばクリアとなる。ポン太を倒した後、妖精に話しかけるとスネ夫の武器「チャンピオングローブ」が手に入る。
有袋恐竜ポケラ
カンガルーの様な恐竜「ポケラ」に乗って進めるコース。「桃太郎印のきびだんご」を手に入れることで入れる。このコースは武器を使うことはできないが回転攻撃をする事ができる。何処かにある隠し扉に攻撃することで大きいネズミが現れる。そのネズミの後を追うと精霊石のかけらが手に入るが、入手した後に大きいネズミに6回話しかけるとのび太の武器「衝撃はピストル」を入手できる。途中にあるピンクの沼を歩くとダメージを受けてしまうが「厄除けシール」を見つければ一定時間無敵になる。尚、このコースでは途中でキャラクターチェンジができない。
木漏れ日と滝
ステージ入り口が大きい岩で塞がっているのでコースに入るには「スモールライト」を手に入れる必要がある。
前半部分ではスイッチを使い扉を開ける必要があるため難易度はやや高め。人食い花や蜂等の敵も出てくるので倒しにくい。途中にある大木の上には静香の武器「こけ落とし手投げ弾」があるが蜂が多く足場も狭いため少々テクニックが必要とされる。中ボスは登場しない。途中で大きい河童が登場するがチャンピオングローブで倒せる。
火山城
大地界の王が捕らわれているコース。頑丈な扉で閉ざされており「通り抜けフープ」が必要となる。敵を倒さないと扉が開かない場所がある。前半の坂道の左側は落下すると即ミスとなり、コース後半にあるマグマは落ちると大ダメージを受けてしまう。奥に進むには妖精に話しかけマグマをどかしてもらい鍵を見つける必要がある。
最奥には魔王の部下のミノタウロスが待ち受けており、屈強な肉体のためこちらの武器が通用しないが頭が弱点なのでそこを狙うと容易に倒せる。

### 海洋界
トロピカル海中
「エラチューブ」を見つけることで海洋界を冒険できる様になる。ステージ全体が水中で陸が殆どなく、水中の敵は武器を使わないと倒せない敵ばかりなので難易度はやや高め。マンボウの様な敵はプレイヤーを見つけると効果音を出して突進してくる。ジャイアンの武器「ジーンマイク」はここで入手できる。途中にいる妖精に話しかけることで水位を上げてもらうことができる。中ボスは存在しない。
水中バギー
入り口にひみつ道具の一部でもある「水中バギー」があるが壊れているため「タイムふろしき」で直す必要がある。このコースでは通常のコースと異なり敵キャラとレースで対戦するステージとなっている。敵キャラは魚雷のような姿をした3人兄弟の魔物で最初は末っ子、2番目に次兄、最後に長兄が対戦相手となる。ここでは末っ子に勝利すると「深海クリーム」、次兄は精霊石のかけら、長兄からはゲーム進行には必要はないがトロフィ－的な立ち位置の「もしもボックス」がもらえるが、次兄以降はスピードが速いので難易度は進むにつれ高くなる。
次兄以降の対戦では「グレードアップ液」がコース上に散らばっており、取るとスピードが上がる。壁にぶつかると大きく減速し、落下すると大幅なタイムロスになってしまうので注意。ポケラコースと同様にキャラクターチェンジができない。
沈没船探検
「船の墓場」と呼ばれる海溝がステージであるため侵入には「深海クリーム」が必要。海賊船らしき船がステージ中央にあるのだが謎解き要素や仕掛けが多くテクニックも必要な上、固有の武器でないと倒せない撃破必須な敵もいるため難易度は高め。船の上の鬼火に近づくと中ボスである海賊の幽霊船長が登場する。炎もついてくるので倒すのは決して容易ではないが倒すと精霊石のかけらが手に入る。
海底城
海洋界の王が捕らわれているコース。城全体が氷で出来ているため「テキオー灯」がなければ人間には耐えきれないほどの極寒の環境である。隠し扉や仕掛けが多くやはり謎解き要素が求められる。このコースの何処かに海洋の鍵が隠されておりそれを手に入れる必要がある。最奥には魔王の部下であるビック・サンタが雪だるま型の魔物共々待ち受けており、彼を倒すと「お座敷釣り堀」がもらえる。

### 天空界
空の平原
天空界へは「ジャック豆」を手に入れることで冒険できるようになる。天空のコースのため落下するリスクが極めて高く易度も非常に高い。敵キャラは大地界コース3に登場した敵が多い。
中ボスのハーピーはハルピュイアのような姿をした敵唯一の女性キャラで、空中から突進してくるので足場を利用し倒す必要がある。倒すとかけらと同時に鈴も手に入る。
怪鳥ロック
天空界の大きな鳥「ロック」に乗って大木の上の巣を目指すコース。かなり臆病な性格なので鳥を巣まで導くには「なんでも操縦機」を入手する必要がある。このコースもポケラやバギーのコース同様、キャラクターの変更ができない。Bボタンを押せば攻撃はできるが威力が低いためかなり攻撃しないと魔物を倒せず鈴も出現しない。1度目をクリアすると精霊石のかけら、2度目をクリアすると「タケコプター」が手に入る。
嵐の夜空
コロナ曰く「一年中嵐が治まらない場所」。このコースでは「タケコプター」を使うのだが、電池の残量が少なく一定時間しか飛ぶことができないため、浮島で休む必要がある。飛行中はタケコプターの回転が徐々に遅くなって行き、回転が止まる前に浮島に着地しなければそのまま落下してしまう。雲の上は晴れており、三日月の上に精霊石のかけらがある。妖精曰く「この月にはモノを引き寄せる不思議な力がある」とのこと。尚、月にいるフクロウを倒すと宝箱が手にはいる。
天空城
コロナの父である天空の王が捕らわれているコース。人間は雲の上に乗ることができないため「雲かためガス」を入手しなければいけない。動くリフトが多く操作性も求められるので 難易度は非常に高い。途中鍵が必要な扉の近くにいる妖精に話しかけるとケンタウロスが持っていたひみつ道具を返してもらえる。
最奥には魔王の部下ケンタウロスが待ち構えている。彼の突進攻撃は速度があり威力も高いが、その攻撃を逆手に取ることができれば撃破は非常に容易である。尚、この時点で全ての精霊石を集めると魔王が待ち受ける最終ステージに行くことができる。
最終決戦VS魔王
赤、青、緑の3色の光が差し込んでいるスペースに入ると最終ステージに入れる。倒すには魔王の魔法攻撃を避けつつ、胸のペンダント狙う必要があるがかなりの耐久戦を強いられることになる。ある一定回数攻撃すると魔王が本気になるため魔法攻撃が強くなり、炎の雷や結界の地雷まで使用してくる。

## 関連書籍
- エポック社公式ガイドブック ISBN 4-09-102581-1（1997年5月10日初版第一刷発行）